# إيفر فوسوم
ايفر فوسيوم (بالبوكمول: Iver Fossum) (15 يوليو 1996 بدرامن في النرويج - ) هو لاعب كرة قدم نرويجي في مركز الوسط. شارك مع Norway national under-15 association football team ‏ ومنتخب النرويج تحت 16 سنة لكرة القدم ومنتخب النرويج تحت 17 سنة لكرة القدم ومنتخب النرويج تحت 18 سنة لكرة القدم ومنتخب النرويج تحت 19 سنة لكرة القدم ومنتخب النرويج تحت 20 سنة لكرة القدم ومنتخب النرويج تحت 21 سنة لكرة القدم ومنتخب النرويج لكرة القدم. أما مع النوادي، فقد لعب مع نادي سترومسغودست لكرة القدم ونادي سترومسغودست وهانوفر 96.

## وصلات خارجية
- إيفر فوسوم على موقع الاتحاد الدولي (مؤرشف)  (الإنجليزية)
- إيفر فوسوم على موقع الاتحاد الأوربي (الإنجليزية)
- إيفر فوسوم على موقع اتحاد النرويج (النرويجية)
- إيفر فوسوم على موقع قاعدة بيانات كرة القدم.إي يو (الإنجليزية)
- إيفر فوسوم على موقع ناشيونال فوتبول تيمز (الإنجليزية)
- إيفر فوسوم على موقع Soccerway.com (الإنجليزية)
- إيفر فوسوم على موقع عالم كرة القدم.نت (الإنجليزية)
- إيفر فوسوم على موقع AS.com (الإسبانية)

{{شريط تصفح تشكيلة فريق كرة قدم
|الاسم=
|اسم الفريق= نادي أوبه
|القائمة=
- 1 مولر
- 2 Mikkel Kallesøe [الإنجليزية]‏
- 5 Marc Nielsen [الإنجليزية]‏
- 6 Mylian Jimenez [الإنجليزية]‏
- 8 Håpnes
- 9 هيلينيوس
- 10 Oliver Ross (footballer) [الإنجليزية]‏
- 13 Bjarne Pudel [الإنجليزية]‏
- 15 Olsson
- 17 Andres Jasson [الإنجليزية]‏
- 18 Maarup
- 19 سيديل
- 21 Mads Bomholt [الإنجليزية]‏
- 22 Rody de Boer [الإنجليزية]‏
- 24 Nóel Atli Arnórsson [الإنجليزية]‏
- 25 Frederik Børsting [الإنجليزية]‏
- 26 Marcus Bonde [الإنجليزية]‏
- 27 جون
- 28 Valdemar Møller (footballer) [الإنجليزية]‏
- 32 Christian Tcacenco [الإنجليزية]‏
- 33 Elison Makolli [الإنجليزية]‏
- 35 Amankwah
- 37 Amar Diagne [الإنجليزية]‏
- 39 Skovgaard
- 40 Bertil Grønkjær [الإنجليزية]‏
- مدرب: Steffen Højer [الإنجليزية]‏